# Bas van Fraassen
Bastian „Bas“ Cornelis van Fraassen (* 5. April 1941 in Goes) ist ein niederländischer Wissenschaftstheoretiker und Begründer des Konstruktiven Empirismus.
Seine Familie wanderte 1956 nach Kanada aus.
Im Jahre 1966 promovierte er bei Adolf Grünbaum an der University of Pittsburgh mit einer Arbeit über Die Grundlagen einer kausalen Theorie der Zeit. Seit 1995 ist er auswärtiges Mitglied der Königlich Niederländischen Akademie der Wissenschaften.
1997 wurde er in die American Academy of Arts and Sciences gewählt. 2008 wurde er als korrespondierenden Mitglied in die British Academy aufgenommen. Für 2018 wurde ihm der Lauener Preis zugesprochen.
Van Fraassen fasst die Hauptaussage seiner philosophischen Position so zusammen:

“Science aims to give us theories which are empirically adequate; and acceptance of a theory involves as belief only that it is empirically adequate. This is the statement of the anti-realist position I advocate; I shall call it constructive empiricism.”

„Wissenschaft hat zum Ziel, uns Theorien zur Verfügung zu stellen, die empirisch adäquat sind; und die Anerkennung einer Theorie beinhaltet nur die Überzeugung ihrer empirischen Adäquatheit. Dies ist die Formulierung der anti-realistischen Position, für die ich plädiere; ich werde sie konstruktiven Empirismus nennen.“

Da van Fraassen den Empirismus für den geeigneten Weg der Wissenschaft hält, sieht er es als nötig an, einen naiven Empirismus, wie er seiner Meinung nach vor allem in der gegenwärtigen, analytischen Philosophie vertreten wird, zu kritisieren. Der naive Empirismus neige demnach dazu, sich in sinnlosen, metaphysischen Spekulationen darüber zu verlieren, was die Welt ist. Diesen Fehler sieht van Fraassen sowohl beim Materialismus („Alles ist Materie.“), als auch beim Physikalismus („Alles ist physikalisch.“) und Naturalismus („Alles ist physikalisch oder superveniert aus dem Physischen.“) Solche Aussagen sind nach van Fraassen keine wissenschaftlichen Thesen, sondern nur der Ausdruck einer Haltung („stance“), die man zur Welt hat. Solche Haltungen sollten nicht Gegenstand der wissenschaftlichen Debatte sein.

## Auszeichnungen
- 1986 Lakatos Award für das Werk The Scientific Image (gemeinsam mit Hartry Field)[6]

## Publikationen
- An introduction to the philosophy of time and space, New York: Random House 1970
- Formal Semantics and Logic, London: Macmillan 1971
- The Scientific Image, Oxford: Oxford University Press 1980, ISBN 0-19-824427-4.
- Images of science : essays on realism and empiricism. with a reply from Bas C. van Fraassen, Chicago: University of Chicago Press 1985, ISBN 0-226-10653-5.
- Laws and Symmetry, Oxford: Oxford University Press 1989, ISBN 0-19-824860-1.
- Quantum Mechanics, An Empiricist View, Oxford: Oxford University Press 1991, ISBN 0-19-823980-7.
- The Empirical Stance, New Haven: Yale University Press 2002
- Scientific Representation: Paradoxes of Perspective, Oxford: Oxford University Press 2008